# Little Rock (Iowa)
Little Rock es una ciudad ubicada en el condado de Lyon en el estado estadounidense de Iowa. En el Censo de 2010 tenía una población de 459 habitantes y una densidad poblacional de 220,7 personas por km².

## Geografía
Little Rock se encuentra ubicada en las coordenadas 43°26′44″N 95°52′50″O / 43.44556, -95.88056. Según la Oficina del Censo de los Estados Unidos, Little Rock tiene una superficie total de 2.08 km², de la cual 2.08 km² corresponden a tierra firme y (0%) 0 km² es agua.

## Demografía
Según el censo de 2010, había 459 personas residiendo en Little Rock. La densidad de población era de 220,7 hab./km². De los 459 habitantes, Little Rock estaba compuesto por el 99.78% blancos, el 0% eran afroamericanos, el 0% eran amerindios, el 0% eran asiáticos, el 0% eran isleños del Pacífico, el 0.22% eran de otras razas y el 0% pertenecían a dos o más razas. Del total de la población el 0.65% eran hispanos o latinos de cualquier raza.